# セアド・ムラトヴィッチ
セアド・ムラトヴィッチ（セルビア語: Ceaд Mуpaтoвић, Sead Muratović、1979年2月6日 - ）は、セルビアの元サッカー選手。

## 経歴
ユーゴスラビア社会主義連邦共和国セルビア社会主義共和国ノヴィ・パザルに生まれ、FKモグレンでプロデビュー。その後、FKスパルタク・スボティツァに1998年から2000年まで在籍。2000年にはシンガポールのタンピネス・ローバースFCに移籍し2007年までの七年間をここで過ごす。タンピネス・ローバースFCでは同郷のファフルディン・ムスタフィックと共に活躍した他、AFCカップ2007にも出場した。

## 代表歴
マイケル・オーウェンによってUEFA U-19欧州選手権のユーゴスラビアU-18代表に選抜され、イングランドU-18代表戦に出場したものの、レッドカードを提示され、オーウェン下初のレッドカードとなった。

## 監督歴
サッカー選手としては2009年にユースを過ごしたFKノヴィ・パザルで引退し、同チームのユース監督を務めた。